# Денис Сілинник
Денис Олександрович Сілинник (англ Denys Silynnyk народився 22 серпня 1994, в м. Кременчук, Полтавська область, Україна) – волонтер, засновник «Тилова бригада» (з 2022 р) та «Кременчуцька мануфактура майстер без бороди» (з 2015р).

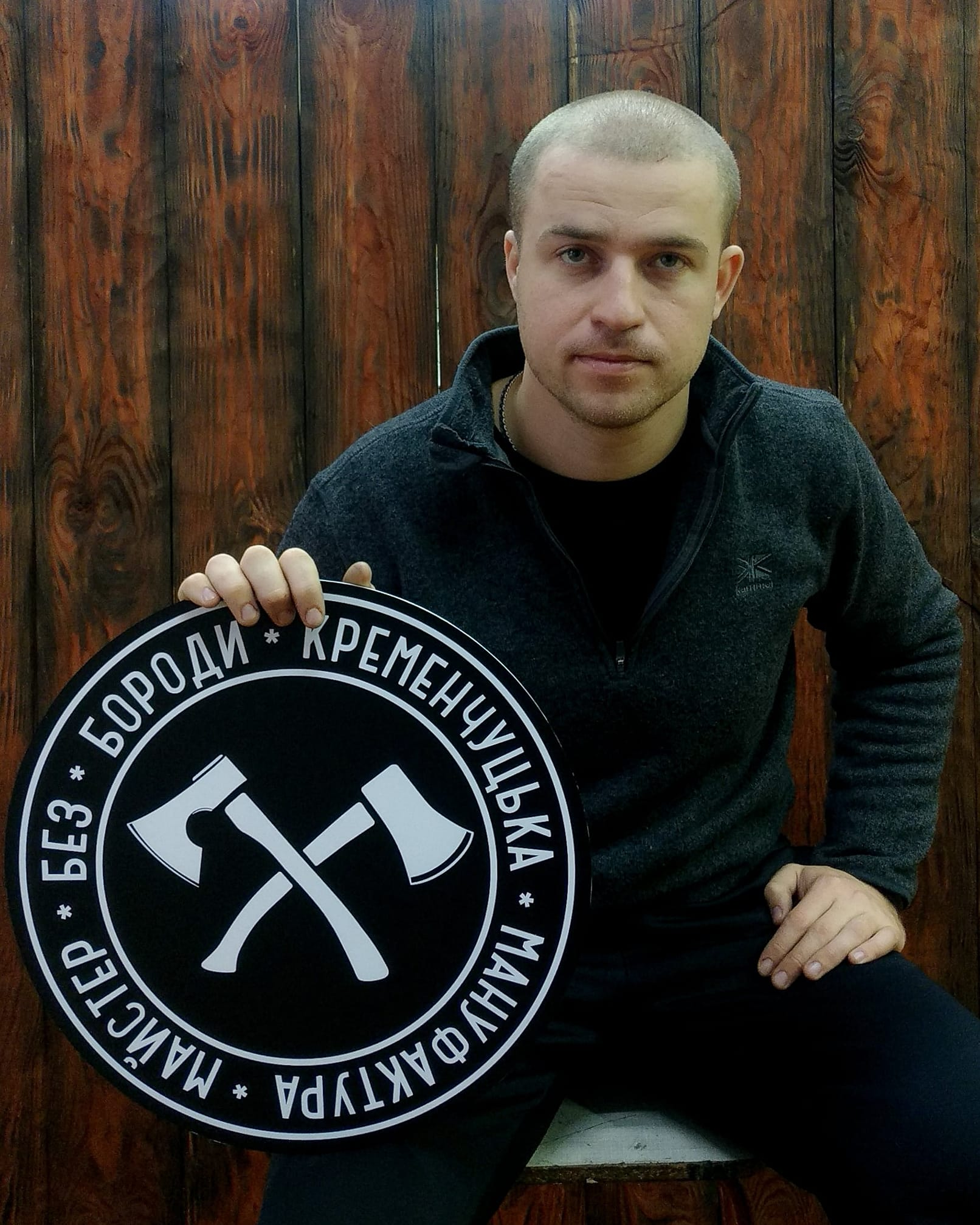
Денис Сілинник

## Життя і кар'єра
З 2001 – 2010 р.р. навчався в Кременчуцькій ЗОШ № 2 м. Кременчука.
У 2013 році закінчив професійно-технічне училище № 26 м. Кременчука і здобув професію слюсаря з механоскладальних робіт, слюсаря-ремонтника.
Згодом, працював з 2013 року (майже 10 років) в професійно-технічному училищі № 26 м. Кременчука  майстром виробничого навчання, викладаючи слюсарну справу (майстер 12 розряду, 2019 рік).
За час роботи майстром виробничого навчання  в професійно-технічному училищі пройшов курси за програмою Intel: Навчання для майбутнього, 2015 рік; Skillbox: Професії майбутнього (дизайн, код, маркетинг), 2018 рік; «Освітні інструменти критичного мислення», 2022 рік; «Протидія та попередження булінгу (цькуванню) в закладах освіти», 2022 рік.
У 2018 закінчив Кременчуцький національний університет імені Михайла Остроградського та здобув кваліфікацію: ступінь вищої освіти бакалавр напрям підготовки – Інженерна механіка, професійна кваліфікація – фахівець в галузі машинобудування та металообробки.
Під час повномасштабної російсько-української війни звільнився з посади майстра виробничого навчання, коли перед ним постав вибір між роботою  і волонтерською діяльністю, після закінчення розв’язаної росією війни з радістю має бажання повернутися до навчання учнів практичних навичок майбутньої професії слюсаря-ремонтника.

#### Громадська діяльність
З початку вторгнення Росії в Україну активно зайнявся волонтерською діяльністю для ЗСУ, допомагає Збройним силам України як волонтер, виготовляючи перископи за допомогою технології  3D-друку (друк деталей на 3D – принтерах); виготовлення тактичних фільтрів для очищення питної води (фільтрувальна установка яка приєднується до кулера і здатна очистити за добу 60 літрів води); підсвітки для артилерійської бусолі, автоматичного гранатомета АГС – 17, зенітного прицілу, а ще насадки, які дають змогу бусолісту орієнтуватися за допомогою небесного світила; трубки холодної пристрілки для ручного протитанкового гранатомета РПГ – 7; розробка та виготовлення перехідних втулок,  за допомогою яких бусоль можна встановити не на «рідний» штатив, а на звичайних фотоштатив.
За час від початку широкомасштабного вторгнення рф вироби "Тилової бригади" помітно "еволюціонували", а їхній асортимент значно розширився.

#### Родина та особисте життя
Народився Денис в робітничій родині: батько – слюсар на заводі, мати – медична сестра.
Денис має старшого брата (12 років різниці) Ростислава, який наразі активно допомагає у волонтерській діяльності «Тилової бригади».
З теперішньою дружиною Денис познайомився в 2017 році.
За часи роботи майстром виробничого навчання займався виготовленням та реставрацією сокир.
З  дитинства Денис займається велоспортом.

#### Цікаві факти
·       Разом в гаражі, де збираються перископи та інші девайси для армії, проживає ворона Вероніка, яка була врятована дружиною Дениса Катериною.
·       Улюблені фільми : «Бійцівський клуб», «Престиж», «Володар перснів»,  «Рокове число 23», «Ілюзія обману».
·       У вільний час Денис любить постріляти з лука.